# Земеш (комуна)
Земеш (рум. Zemeș) — комуна у повіті Бакеу в Румунії. До складу комуни входять такі села (дані про населення за 2002 рік):
- Болетеу (1201 особа)
- Земеш (4047 осіб)

Комуна розташована на відстані 236 км на північ від Бухареста, 35 км на захід від Бакеу, 108 км на південний захід від Ясс, 119 км на північний схід від Брашова.

## Населення
За даними перепису населення 2002 року у комуні проживали 5248 осіб.
Національний склад населення комуни:
| Національність | Кількість осіб | Відсоток |
| -------------- | -------------- | -------- |
| румуни         | 5246           | > 99,9%  |
| угорці         | 1              | < 0,1%   |
| греки          | 1              | < 0,1%   |

Рідною мовою назвали:
| Мова      | Кількість осіб | Відсоток |
| --------- | -------------- | -------- |
| румунську | 5246           | > 99,9%  |
| угорську  | 1              | < 0,1%   |
| грецьку   | 1              | < 0,1%   |

Склад населення комуни за віросповіданням:
| Релігія        | Кількість осіб | Відсоток |
| -------------- | -------------- | -------- |
| православні    | 4876           | 92,9%    |
| римо-католики  | 345            | 6,6%     |
| греко-католики | 8              | 0,2%     |
| п'ятдесятники  | 7              | 0,1%     |
| бретрени       | 5              | 0,1%     |
| адвентисти     | 2              | < 0,1%   |